# Brian Easton
Brian Neil Easton est un footballeur écossais né le 5 mars 1988 à Glasgow en Écosse. Il évolue actuellement en Scottish Premier League avec le Hamilton Academical FC au poste de défenseur.

## Biographie
Il a été formé dans le club écossais de l'Hamilton Academical FC. Il a rejoint Burnley lors de l'été 2009.

## Palmarès
- 2008 : Scottish League First Division avec l'Hamilton Academical FC.
- 2014 : Coupe d'Écosse avec Saint Johnstone.

### Distinctions personnelles
- Membre de l'équipe-type de Scottish League Two en 2025.